# 張嘉輝
張嘉輝，香港電影剪接師，在1987年開始剪接工作。曾於1992年《92霸王花與霸王花》及1998年《PR Girls青春援助交際》擔當演員。1997年憑《衝鋒隊：怒火街頭》、2011年憑《葉問2》(亦憑《劍雨》一片競逐同一獎項)、2016年憑《葉問3》三度贏得香港電影金像獎最佳剪接獎，2020年憑《葉問4：完結篇》第四度贏得香港電影金像獎，更是憑著葉問系列電影贏得三個香港電影金像獎最佳剪接寶座。2025年憑《九龍城寨之圍城》第五度嬴得香港電影金像獎最佳剪接。

## 剪接作品
| - 1987年 - 英雄本色II - 1989年 - 流氓差婆 - 第一繭 - 1990年 - 屍家重地 - 1992年 - 超級女警 - 警察故事III超級警察 - 阮玲玉 - 1993年 - 城市獵人 - 黑豹天下 - 超級計劃 - 1994年 - 點指兵兵之青年幹探 - 晚9朝5 - 正月十五之一生一世 - 1995年 - 南京的基督 - 歡樂時光 - 血戀 - 壞孩子俱樂部 - 龍虎之戰 - 狂野生死戀 - 霹靂火 - 1996年 - 奇異旅程之真心愛生命 - 玩火 - 危情追蹤 - 食神 - 黑俠 - 衝鋒隊─怒火街頭 - 新喋血雙雄 - 1997年 - 熱血最強 - 超級無敵追女仔 - 電子格門戰士 - 算死草 - 愛您愛到殺死你 - 神偷諜影 - 1998年 - 殺手之王 - 邪教檔案之末日風暴 - 行運一條龍 - B計劃 - 強姦3OL誘惑 - 玉蒲团之官人我要 - 超級整蠱霸王 - 生化壽屍 - 強姦2制服誘惑 - PR Girls青春援助交際 - 追兇20年 - 愛在娛樂圈的日子 - 1999年 - 鬼片王之再現凶榜 - 爆裂刑警 - 黑道風雲之收數王 - 灣仔12妹 - 失業皇帝 - 周末狂熱 - 娛樂之王 - 旺角靚妹仔 - 黑社會檔案之黑金帝國 - 迷失森林 - 陽光警察 - 玻璃樽 - 特警新人類 | - 2000年 - 天地無容 - 沒有你，沒有我 - 特警新人類2 - 月亮的秘密 - 特技猛龍 - 小李飛刀之飛刀外傳 - 幽谷約會 - 真愛 - 飆車之車神傳說 - 神偷次世代 - 愛與誠 - 朱麗葉與梁山伯 - 2001年 - 愛情白麵包 - 別戀 - 慌心假期 - 千禧願 - 逆天者 - 殺出個未來 - 地上最強 - 同居蜜友 - 百分百感覺2 - 敵對 - 2002 - 常在我心 - 願望樹 - 中華丈夫 - 2002年 - 魂魄唔齊 - 夕陽天使 - 新紮師妹 - 五個嚇鬼的少年 - 幽靈人間II鬼味人間 - 金雞 - 這個夏天有異性 - 乾柴烈火 - 2003年 - 安娜與武林 - 新紮師妹2美麗任務 - 金雞2 - 戀上你的床 - 豪情 - 忘不了 - 雙雄 - 2004年 - A-1頭條 - 爆裂都市 - 重案黐孖Gun - 小白龍情海翻波 - 戀情告急 - 天作之盒 - 千機變II花都大戰 - 大城小事 - 旺角黑夜 - 2005年 - 殺破狼 - 精武家庭 - 2006年 - 龍虎門 - 3分鐘先生 - 左麟右李之我愛醫家人 - 大丈夫2 - 詭絲 - 2007年 - 單身部落 - 導火線 - 明明 - 戲王之王 - 安娜與安娜 - 2008年 - 雙食記 - 三國之見龍卸甲 - 葉問 - 2009年 - 新宿事件 - 殺人犯 | - 2010年 - 葉問2 - 翡翠明珠 - 錦衣衛 - 人間喜劇 - 劍雨 - 2011年 - 蔡李彿 - 開心魔法 - 我們約會吧 - 賽德克·巴萊 - 最強囍事 - 保衛戰隊之出動喇！朋友！ - 倩女幽魂 - 2012年 - 傷心童話 - 八星抱喜 - 黃金大劫案 - 大武当之天地密码 - 大追捕 - 2013年 - 回到愛開始的地方 - 特殊身份 - 北京遇上西雅圖 - 愛情銀行 (電影) - 宫锁沉香 - 控城計 - 2014年 - 控制 - 西遊記之大鬧天宮 - 一個人的武林 - 黃飛鴻之英雄有夢 - 2015年 - 一路驚喜 - 捉妖記 - 葉問3 - 2016年 - 美人魚 - 北京遇上西雅圖之不二情書 - 2018年 - 捉妖記2 - 歐洲攻略 - 2019年 - 沉默的證人 - 葉問4完結篇 - 2020年 - 我們永不言棄 - 2021年 - 真•三國無雙 - 除暴 - 梅艷芳 - 2022年 - 飯戲攻心 - 2023年 - 驚天救援 - 2024年 - 九龍城寨之圍城 - 焚城 |

## 獎項
| 年份 | 頒獎典禮             | 獎項     | 影片                  | 結果 |
| ---- | -------------------- | -------- | --------------------- | ---- |
| 1992 | 第29屆金馬獎         | 最佳剪輯 | 《警察故事3超級警察》 | 獲獎 |
| 1996 | 第33屆金馬獎         | 最佳剪輯 | 《衝鋒隊：怒火街頭》  | 獲獎 |
| 1997 | 第16屆香港電影金像獎 | 最佳剪接 | 《衝鋒隊：怒火街頭》  | 獲獎 |
| 1998 | 第17屆香港電影金像獎 | 最佳剪接 | 《神偷諜影》          | 提名 |
| 2000 | 第19屆香港電影金像獎 | 最佳剪接 | 《特警新人類》        | 提名 |
| 2005 | 第24屆香港電影金像獎 | 最佳剪接 | 《旺角黑夜》          | 提名 |
| 2009 | 第28屆香港電影金像獎 | 最佳剪接 | 《葉問》              | 提名 |
| 2011 | 第30屆香港電影金像獎 | 最佳剪接 | 《葉問2》             | 獲獎 |
| 2011 | 第30屆香港電影金像獎 | 最佳剪接 | 《劍雨》              | 提名 |
| 2012 | 第49屆金馬獎         | 最佳剪輯 | 《大追捕》            | 提名 |
| 2015 | 第34屆香港電影金像獎 | 最佳剪接 | 《黃飛鴻之英雄有夢》  | 提名 |
| 2016 | 第35屆香港電影金像獎 | 最佳剪接 | 《葉問3》             | 獲獎 |
| 2016 | 第53屆金馬獎         | 最佳剪輯 | 《葉問3》             | 提名 |
| 2020 | 第39屆香港電影金像獎 | 最佳剪接 | 《葉問4》             | 獲獎 |
| 2023 | 第41屆香港電影金像獎 | 最佳剪接 | 《飯戲攻心》          | 提名 |
| 2025 | 第18屆亞洲電影大獎   | 最佳剪接 | 《九龍城寨之圍城》    | 獲獎 |
| 2025 | 第43屆香港電影金像獎 | 最佳剪接 | 《九龍城寨之圍城》    | 獲獎 |